# Premanus hebatus
Premanus hebatus är en insektsart som beskrevs av Delong 1944. Premanus hebatus ingår i släktet Premanus och familjen dvärgstritar. Inga underarter finns listade i Catalogue of Life.